# Deutscher Bundesverband für Logopädie
Deutscher Bundesverband für Logopädie (dbl) e. V. ist ein 1964 gegründeter Berufs- und Fachverband von freiberuflichen sowie angestellten Logopäden. Der dbl ist auch offen für andere sprachtherapeutische Berufsgruppen und sieht sich als Interessenvertretung seiner Mitglieder gegenüber Politik und Verwaltung, Krankenkassen und anderen Akteuren im Gesundheitsbereich. Der dbl ist Mitglied des Spitzenverbands der Heilmittelverbände (SHV). Darüber hinaus setzt sich der dbl für die Wissenschaftsförderung in der Logopädie sowie für die Erweiterung und Verbreitung logopädischen Wissens ein.

## Entstehung und Entwicklung
Gegründet wurde der dbl unter dem Namen Zentralverband für Logopädie im Jahre 1964 in Berlin. Ziel war die standesmäßige Vertretung des damals noch neuen Berufs der Logopädin, die Schaffung einheitlicher Ausbildungsregeln sowie die Organisation der Fort- und Weiterbildung. 1973 wurden auch entsprechende Landesverbände gegründet. Seit Ende der 1960er Jahre fanden jährliche Fortbildungskongresse statt.
1988 war der ZVL eines der zwölf Gründungsmitglieder des CPLOL (Comité Permanent  de Liaison des Orthophonistes/Logopèdes).
1992 wurde der ZVL umbenannt in Deutscher Bundesverband für Logopädie e. V.

## Arbeit und Selbstverständnis
Der dbl versteht sich als Interessenvertretung der Logopädinnen und Logopäden sowie der Angehörigen von sprachtherapeutischen Berufen. Eines der Ziele ist die Akademisierung des Berufs der Logopädin. Das 1980 geschaffene Gesetz über den Beruf des Logopäden (LogopG) und die dazu gehörige Ausbildungs- und Prüfungsordnung (LogAPrO) verorteten die Ausbildung auf berufsfachschulischer Ebene. Die Schaffung des Diplom-Studiengangs Lehr- und Forschungslogopäde an der RWTH 1991/1992 bildete einen erster Schritt zur hochschulischen Ausbildung. Allerdings musste zur Aufnahme dieses Studiums bereits die berufsfachschulische Ausbildung als Logopädin abgeschlossen sein. Seit 2009 ist es des Weiteren möglich, Studiengänge für die grundständige Ausbildung in der Logopädie einzurichten. Dies ermöglichte die in das LogopG eingefügte Modellklausel. Zum 31.12 2024 wird die modellhafte Erprobung logopädischer Studiengänge auslaufen und damit die hochschulische Ausbildung als Ausbildungsangebot übernommen. Die Bundesländer und Hochschulen haben somit ab dem 1. Januar 2025 die Möglichkeit, weitere berufsqualifizierende Bachelorstudiengängen nach den Vorgaben  des LogopG und der LogAPrO aufzubauen. Die Logopädieausbildung wird derzeit (Januar 2024) berufs- und hochschulisch angeboten. Eine Berufsgesetznovellierung ist voraussichtlich geplant für 2026. Hier besteht nach wie vor die Forderung, die Ausbildung künftig allein hochschulisch aufzubauen unter Berücksichtigung von Übergangsregelungen. -
Der dbl richtet jährlich einen eigenen Kongress aus und nimmt ebenso jedes Jahr am 6. März, dem  Europäischen Tag der Logopädie teil. Dieser Tag wird jedes Jahr mit einem logopädischen Thema verbunden und soll dazu dienen, die Logopädie europaweit und international bekannter zu machen. Ebenso bietet der dbl Fort- und Weiterbildung in Zusammenarbeit mit PROLOG an. 2022 wurde das Leitbild des Berufsverbandes und die Ethischen Prinzipien des dbl erarbeitet und auf der Mitgliederversammlung verabschiedet.
Als Organ gibt der dbl seit 1987 die Zweimonatsschrift „Forum Logopädie“ heraus.